# Flaminius Raiberti
Flaminius, 4e baron Raiberti, né le 13 avril 1862 à Nice où il est mort le 16 décembre 1929, est un avocat et homme politique français.
Entré tôt en politique, il est député des Alpes-Maritimes durant 32 ans de 1890 à 1922, puis sénateur des Alpes-Maritimes à partir de 1922. Il est président du conseil général des Alpes-Maritimes durant près de 15 ans de 1911 à 1926. Il est nommé ministre de la Guerre en 1920 dans le gouvernement Georges Leygues puis ministre de la Marine en 1922 dans le gouvernement Raymond Poincaré II. On lui attribue la rénovation de la marine nationale française. D'abord boulangiste au tout début de son parcours politique, il rallie le camp républicain en 1890, puis devient par la suite proche des Républicains progressistes avant de rejoindre l'Alliance démocratique en 1914.

## Biographie
Issu d'une famille de nobles du comté de Nice, titrée baron en 1822 par le roi de Sardaigne Charles-Félix, il effectue des études à la faculté de droit de Paris jusqu'au doctorat, avant devenir avocat, inscrit au barreau de Nice, mais entre rapidement en politique.
Il se montre proche du boulangisme au début de sa vie politique en 1888 avec la fondation du journal La Révision. Et c'est sous le patronage du boulangisme qu'il se présente aux élections législatives de 1889 dans la première circonscription de Nice où il échoue face à Raphaël Bischoffsheim. Mais lors de l'élection législative partielle du 30 mars 1890 dans la même circonscription, qui fait suite à l'invalidation de l'élection de Raphaël Bischoffsheim, il rallie le camp républicain. Se positionnant alors à gauche, déclarant trouver Nice « trop centre-gauche », il est le candidat du parti républicain indépendant face au candidat du parti républicain opportuniste Alfred Borriglione. Il remporte de peu cette élection avec 52,2 % des suffrages contre 47,4 % pour son adversaire soit 547 voix d'écart seulement, faisant ainsi son entrée à la Chambre des députés à l'âge de 27 ans. Il siège en tant que non-inscrit.
Par la suite, il se rapproche des Républicains progressistes, soutient Jules Méline et s'oppose à Pierre Waldeck-Rousseau, tout en restant non-inscrit. À partir de 1902, il siège dans le groupe des Républicains progressistes en compagnie des députés de la Fédération républicaine, bien qu'il ne fasse pas formellement partie de cette dernière, et s'oppose à Émile Combes. Il combat la loi de séparation des Églises et de l'État adoptée en 1905. Lors des élections législatives de 1906, il annonce soutenir le gouvernement mené par le radical-socialiste Ferdinand Sarrien. Modéré, se situant à l'aile gauche des progressistes, il participe à la scission de ce groupe en 1911 pour rejoindre l'Union républicaine. Aux élections législatives de 1914, il est proche de la Fédération des gauches bien qu'il n'en demande pas l'investiture. À l'occasion de ce scrutin, il rejoint le Parti républicain démocratique (anciennement Alliance républicaine démocratique). Il siège logiquement dans le groupe de la Gauche démocratique à partir de 1914. Il est à nouveau investi par l'Alliance républicaine démocratique aux élections législatives de 1919, lors desquelles il mène dans les Alpes-Maritimes une liste intitulée « Union républicaine démocratique ». Il siège à partir de 1920 dans le groupe de l'Entente républicaine démocratique.
Conseiller général depuis 1901, élu dans le canton de Contes, il devient président du conseil général des Alpes-Maritimes le 2 octobre 1911 après la mort de Maurice Rouvier qui occupait cette fonction depuis 1890. Il est élu avec 23 voix sur 25 votants. Il reste président du conseil général jusqu'au 28 septembre 1926, date à laquelle il ne se représente pas au suffrage des conseillers généraux qui élisent alors Louis Gassin.
À la suite de la mort du sénateur des Alpes-Maritimes Honoré Sauvan en janvier 1922, il décide de se présenter à l'élection sénatoriale partielle destinée à le remplacer. Lors de celle-ci, organisée le 26 mars 1922, il est le seul candidat et recueille 400 voix sur 430 votants. Il ne parvient pas à conserver son siège aux élections sénatoriales du 20 octobre 1929 et démissionne alors de son mandat de conseiller général pour se retirer de la vie politique.
Il est nommé ministre de la Guerre en 1920 par Georges Leygues, président du Conseil, puis ministre de la Marine en 1922 par Raymond Poincaré, président du Conseil. On lui attribue la rénovation de la marine nationale française.

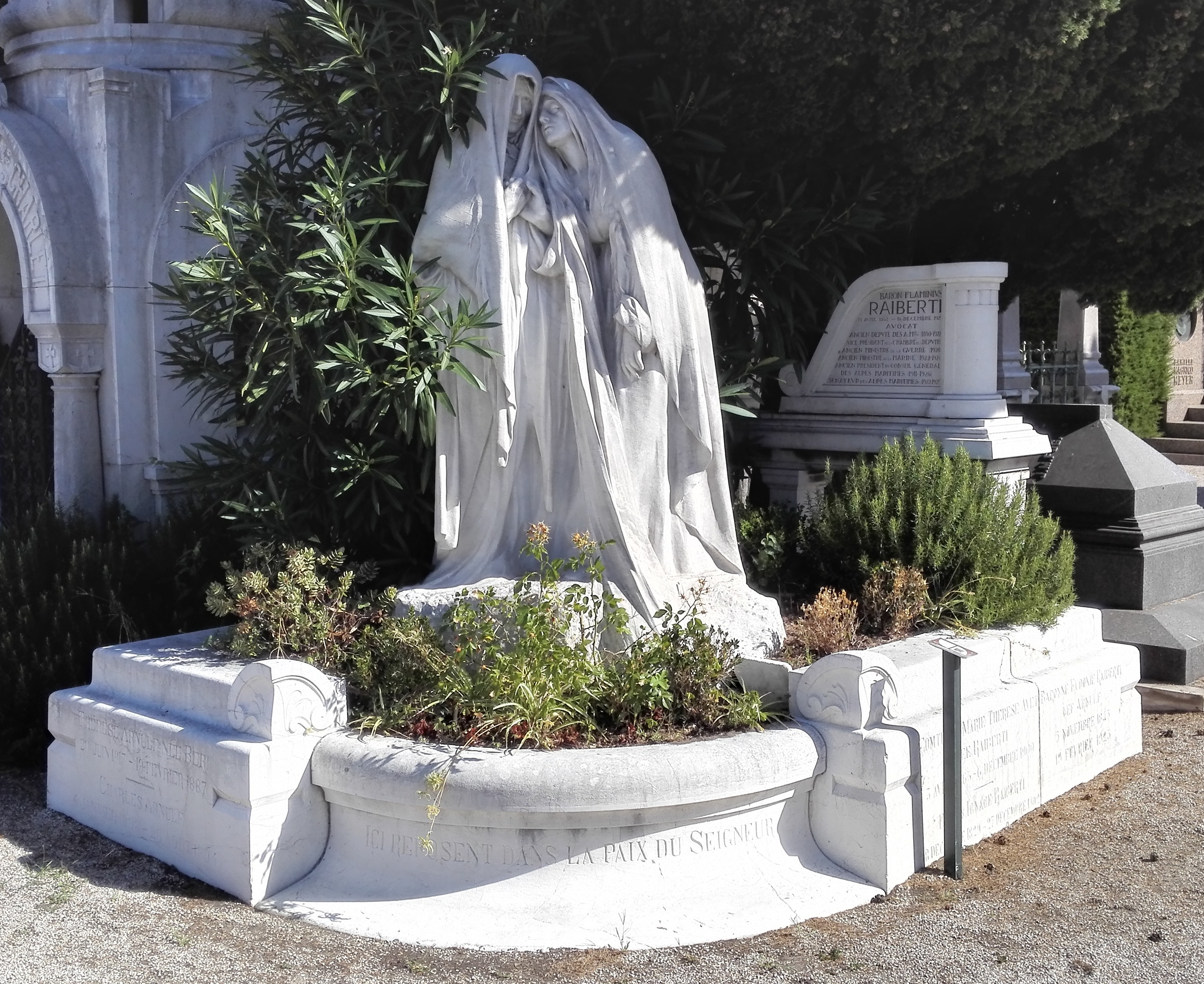
Les deux douleurs (mère et fille), marbre signé de Théodore Rivière, sur la sépulture de Flaminius Raiberti au cimetière du Château à Nice.

Il épouse, en 1911 à 49 ans, Antonia Malausséna, fille d'Arthur Malausséna et petite fille de François Malausséna,. Ils ont une fille, Flaminia. Il meurt après une longue maladie et est enterré au cimetière du Château, à Nice, sous un couple sculpté par Théodore Rivière.

## Mandats
Flaminius Raiberti effectue une brillante carrière politique à partir de 1890, date de son élection comme député des Alpes-Maritimes. Ses différents mandats furent: 
- 1890-1922 : député des Alpes-Maritimes
- 1901-1926 : conseiller général de Contes
- 1911-1926 : président du conseil général des Alpes-Maritimes
- 1922-1929 : sénateur des Alpes-Maritimes
- 16 décembre 1920-16 janvier 1921 : ministre de la Guerre
- 15 janvier 1922-29 mars 1924 : ministre de la Marine

## Honneurs
Il existe une rue Flaminius-Raiberti à Nice, dans le quartier de la Libération.

## Armoiries
Par lettres patentes du roi de Sardaigne du 28 mai 1822, la famille Raiberti a reçu le titre de baron en la personne de l'avocat Jean-Louis Raiberti avec pour armoiries : "d'argent à la grappe de groseille tigée et feuillée au naturel, au chef d'azur chargé d'un soleil d'or". Couronne de baron.